# Rudi Coetzee
Rudolf Rudi Coetzee va néixer el 16 d'abril de 1985. És un jugador de rugbi a 15 sud-africà, que juga actualment amb l'USAP al lloc de centre (rugbi) (1,87 m per a 104 kg).

## Carrera de jugador
- Super Rugby
  - 2002-2004 : Lions, a la ciutat de Johannesburg
  - 2006 : Bulls, a la ciutat de Pretòria

- Campionat de França de rugbi a 15
  - 2006-2010 : Club sportif Bourgoin-Jallieu rugby
  - Des de 2011 : USAP, a Perpinyà